# Arundhati Roy
Suzanna Arundhati Roy (Shillong, Meghalaya, 24 november 1961) is een Indiaas (Engelstalig) schrijfster en politiek activiste.

## Leven
Arundhati Roy is de dochter van een Syrisch-christelijke moeder en een hindoe-vader, eigenaar van een theeplantage. Haar jeugd bracht ze door in Aymanam, een dorp in Kottayam (district), Kerala. Toen ze 16 was ging ze naar Delhi en startte met een studie aan de Delhi School of Architecture; daar leerde ze ook haar eerste man kennen. In 1984 ontmoette ze haar tweede man, de filmmaker Pradeep Kishen. Hij introduceerde haar in de filmwereld. Ze speelde eerst enkele kleinere rollen en begon later ook draaiboeken te schrijven (In Which Annie Gives it Those Ones, Electric Moon en de televisieserie Banyan Tree).

### The God of Small Things
In 1992 begon Arundhati Roy te werken aan haar eerste roman, The God of Small Things (Nederlands: De God van Kleine Dingen), uiteindelijk gepubliceerd in 1997. De semi-biografische roman vertelt het verhaal van een tweeling die door een dramatisch voorval als jonge kinderen van elkaar gescheiden worden en elkaar na 23 jaar terugzien. Ze blikken vervolgens terug op de voorbije periode van 30 jaar, een spoor dat voortdurend verlaten wordt voor allerlei kleinere, verhelderende uitstapjes. Het boek raakt aan typisch Indiase thema’s als het kastensysteem, de rol van de vrouw, het leven van Syrische christenen in Kerala, de rol van de communistische partij aldaar, en over seksualiteit. Het boek riep in India veel wrevel op, en Roy werd in een rechtszaak beschuldigd van obsceniteit. Aanvankelijk kon Arundhati Roy in India geen uitgever vinden voor haar boek en uiteindelijk werd het in Engeland uitgegeven. Internationaal werd het boek echter hoog geprezen en het werd in 1997 onderscheiden met de Booker Prize.

### Politiek activisme
Na het succes van The God of Small Things wendde Arundhati Roy haar bekendheid bewust aan in politiek activisme en schreef ze eigenlijk alleen nog non-fictie. Daarbij richtte ze zich op een veelheid aan thema’s: ze is antiglobaliste, ze voerde campagne tegen het Indiase Narmada Dam-project, ze bekritiseert de rol van de Verenigde Staten in Afghanistan, het “staatsterrorisme” van Israël en het nucleaire programma van India, verklaarde de aanslagen in Mumbai op 26 november 2008 vanuit de armoede in grote delen van India, verweet de Indiase regering dat ze genocide op de Tamils op Sri Lanka stimuleerde, voerde actie tegen de kap van het tropisch regenwoud, enzovoort.
In 2002 werd Arundhati Roy in New Delhi inzake de Narmada-dam-kwestie juridisch veroordeeld wegens minachting van het gerecht. In 2004 kreeg ze de Sydney Peace Prize toegekend vanwege de geweldloosheid van haar activisme.

## Werk

### Boeken
- The God of Small Things, 1997 (De God van Kleine Dingen).
- The End of Imagination,1998.
- The Cost of Living, 1999.
- The Greater Common Good, 1999.
- The Algebra of Infinite Justice, 2002.
- Power Politics, 2002.
- War Talk, 2003.
- Voorwoord bij Noam Chomsky, For Reasons of State. 2003.
- An Ordinary Person's Guide To Empire, 2004.
- Public Power in the Age of Empire, 2004.
- The Checkbook and the Cruise Missile: Conversations with Arundhati Roy. Interviews door David Barsamian, 2004.
- Inleiding bij 13 December, a Reader: The Strange Case of the Attack on the Indian Parliament, 2006.
- The Shape of the Beast: Conversations with Arundhati Roy, 2008.
- Listening to Grasshoppers: Field Notes on Democracy, 2009.
- The Ministry of Utmost Happiness, 2017 (Het ministerie van Opperst Geluk).

### Quotes
“There's really no such thing as the 'voiceless'. There are only the deliberately silenced, or the preferably unheard.”  

### Speeches, Essays, Interviews
- Come September
- Arundhati Roy on India, Iraq, U.S. Empire and Dissent—interview on Democracy Now!
- 'We have to become the global resistance'
- 'The Most Cowardly War in History'; opening statement at the Iraq tribunal
- Podcast of Arundhati Roy and Pankaj Mishra discussing "India in the World" at the Shanghai International Literary Festival
- Arundhati Roy on the Human Costs of India’s Economic Growth, the View of Obama in New Delhi, and Escalating US Attacks in Af-Pak
- Arundhati Roy on Obama’s Wars, India and Why Democracy Is “The Biggest Scam in the World”
- "In the Valley of the Tigers"; Interview
- Walking with the Comrades. Gandhians with a Gun? On her stay with the Maoist rebels, the Naxalites – essay

- Bibsys: 90988632
- Biblioteca Nacional de España: XX1295297
- Bibliothèque nationale de France: cb131959009 (data)
- Catàleg d'autoritats de noms i títols de Catalunya: 981058510026906706
- CiNii: DA11413443
- Gemeinsame Normdatei: 115693424
- International Standard Name Identifier: 0000 0001 1071 6772
- Library of Congress Control Number: n89250447
- Nationale Bibliotheek van Letland: 000122161
- MusicBrainz: 51698125-4cb8-4bb3-9567-bd49409f28ca
- Bibliotheek van het Japanse parlement: 00680885
- Nationale Bibliotheek van Tsjechië: jo2002111818
- Nationale bibliotheek van Australië: 35256087
- Nationale Bibliotheek van Israël: 987007425970305171
- Nationale Bibliotheek van Polen: a0000002890165
- Nationale en Universitaire bibliotheek Zagreb: 000229891
- Nederlandse Thesaurus van Auteursnamen: 074155423
- Istituto Centrale per il Catalogo Unico: TO0V261243
- LIBRIS: 222748
- Système universitaire de documentation: 035547243
- Trove: 187899
- Virtual International Authority File: 76457869
- WorldCat: E39PBJwD6Q8qdYHT4Pkw9Qkv73